# Різуха морська
Різуха морська́, різуха велика (Najas marina) — однорічна водяна рослина родини водокрасових.

## Ботанічні характеристики

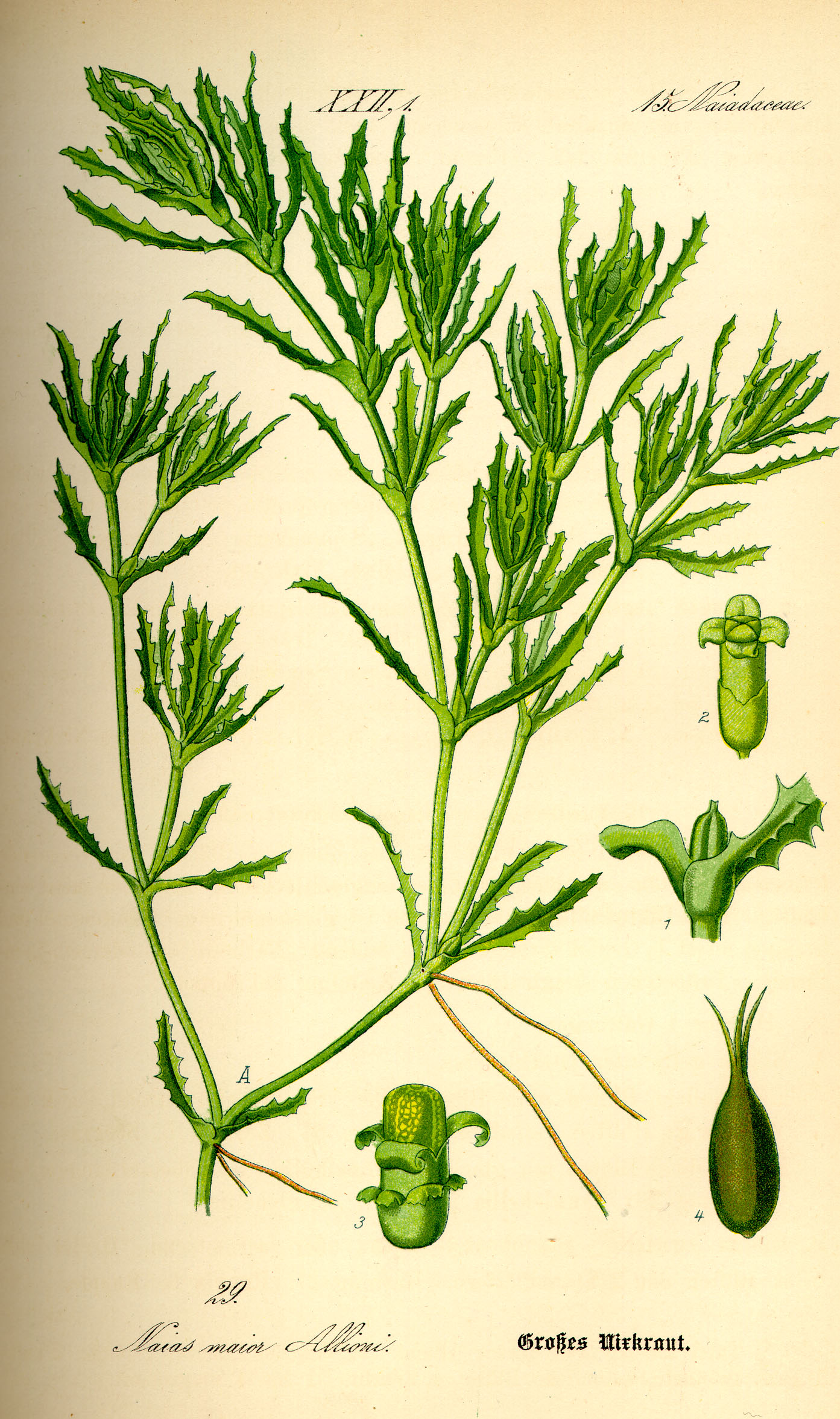
Різуха морська в книзі Отто Томе «Флора Німеччини, Австрії та Швейцарії», 1885

Водяна дводомна рослина з дуже тонким і ламким стеблом — 15-70 см завдовжки і товщиною 1-1,5 мм.
Листки — направлені криво вгору, прямі, лінійно-довгасті або майже лінійні, загострені, 1-5 см завдовжки і товщиною 0,6-0,9 мм.
Квітки — одиничні, двостатеві. Чоловіча, тичинкова квітка — близько 5 мм завдовжки, з 1 тичинкою. Її покривний листок має на верхівці зубчастий носик. Жіноча, маточкова квітка має довгасто-яйцювату зав'язь і 2-3 приймочки.
Розмножується і поширюється насінням. Плід — еліпсоїдний горішок, завдовжки 3-4 мм і шириною 1,3-2 мм.
Росте різуха морська біля солонуватих озер і лиманів групами, інколи утворює хащі.
Ареал — зона помірного клімату Євразії, Південної і Північної Америки. Також вид зустрічається в Африці. В Україні поширений в гирлі Дніпра та деяких інших річок.